# 丹增加措
丹增加措（藏語：བསྟན་འཛིན་རྒྱ་མཚོ，威利转写：bstan 'dzin rgya mtsho，1913年—1989年），男，藏族，西藏日喀则人，中华人民共和国政治人物，曾任西藏自治区农牧厅副厅长，西藏自治区政协副主席。